# Sukowono (Pujer)
Sukowono is een bestuurslaag in het regentschap Bondowoso van de provincie Oost-Java, Indonesië. Sukowono telt 4779 inwoners (volkstelling 2010).